# Austria en los Juegos Olímpicos de Los Ángeles 1984
Austria estuvo representada en los Juegos Olímpicos de Los Ángeles 1984 por un total de 102 deportistas que compitieron en 18 deportes.  
El portador de la bandera en la ceremonia de apertura fue el regatista Hubert Raudaschl.

## Medallistas
El equipo olímpico austríaco obtuvo las siguientes medallas:
| Nombre             | Deporte | Competición          |
| ------------------ | ------- | -------------------- |
| Oro                |         |                      |
| Peter Seisenbacher | Judo    | –86 kg M             |
| Plata              |         |                      |
| Andreas Kronthaler | Tiro    | Rifle de aire 10 m M |
| Bronce             |         |                      |
| Josef Reiter       | Judo    | –65 kg M             |